# Lelapiella incrustans
Lelapiella incrustans is een sponssoort in de taxonomische indeling van de kalksponzen (Calcarea). De spons leeft in de zee en zijn steencel bestaat uit calciumcarbonaat.
De spons behoort tot het geslacht Lelapiella en behoort tot de familie Lelapiellidae. De wetenschappelijke naam van de soort werd voor het eerst geldig gepubliceerd in 1977 door Vacelet.